# McLaren MCL38
McLaren MCL38 je vůz Formule 1 pro sezónu 2024. Jezdecká sestava zůstala ve složení Lando Norris a Oscar Piastri.

## Vznik
Barevné schéma vozu ukázal McLaren jako první tým již 16. ledna. Oproti loňskému představení, kdy tým mírnil očekávání, vyzdvihli letos Zak Brown a Andrea Stella pokrok dosažený v organizační struktuře a infrastruktuře. Pro vývoj byl poprvé použit nový větrný tunel, který nechal tým vybudovat ve Wokingu..
Vůz McLaren MCL38 je dle očekávání evolucí loňského vozu. Došlo k přepracování tvaru bočnic s ohledem na změny v krytu motoru a k zahuštění chladicích „žáber“ na těchto bočnicích. Vstupní otvory na čele bočnic jsou oproti očekávání vyšší a užší. Nejvíce patrný rozdíl je použití „předkusu“ místo „podkusu“ okolo těchto otvorů. Jde o opuštění trendu, který nastavil tým Red Bull Racing s příchodem nových pravidel. Zajímavostí je, že i samotný Red Bull na svém letošním voze RB20 přepracoval tuto oblast vozu a také přešel na „předkus“. Zavěšení vozu zůstalo shodné: přední typu „pull-rod“ a zadní „push-rod“. Během představení vozu McLaren skryl detaily podlahy vozu. Přední a zadní křídla vychází přímo z předchozího vozu, nicméně Andrea Stella již při představení naznačil další změny v této oblasti v rámci sezónního vývoje.

## Výsledky v sezóně 2024

### Předsezónní testování
První jízdy absolvoval vůz v dešti dne 14. února na okruhu v Silverstone. V jediném třídenním předsezónním testu, který se opět konal v Bahrajnu týden před prvním závodem, ujeli oba jezdci celkem 1775 km/328 kol. I přes nárůst o 87 km/16 kol si McLaren připsal předposlední příčku v rámci ujeté vzdálenosti. Piastri během testů dosáhl na 9. a Norris na 12. nejrychlejší čas. Ředitel týmu Andrea Stella označil ve svém hodnocení červené vlajky a problém s palivovým systémem jako příčinu nízkého počtu kol. Přesto vyzdvhil připravenost týmu na první závod, která je dle něj mnohem vyšší než v předchozích letech. Gary Anderson ve svém hodnocení umístil vůz MCL38 jako 4. nejrychlejší s dobrou stabilitou bez větších problémů. Jako zajímavost podotknul, že oba jezdci volí stejné jízdní stopy, a tak je téměř nemožné poznat, jestli vůz řídí Norris nebo Piastri.

### Úvodní závody

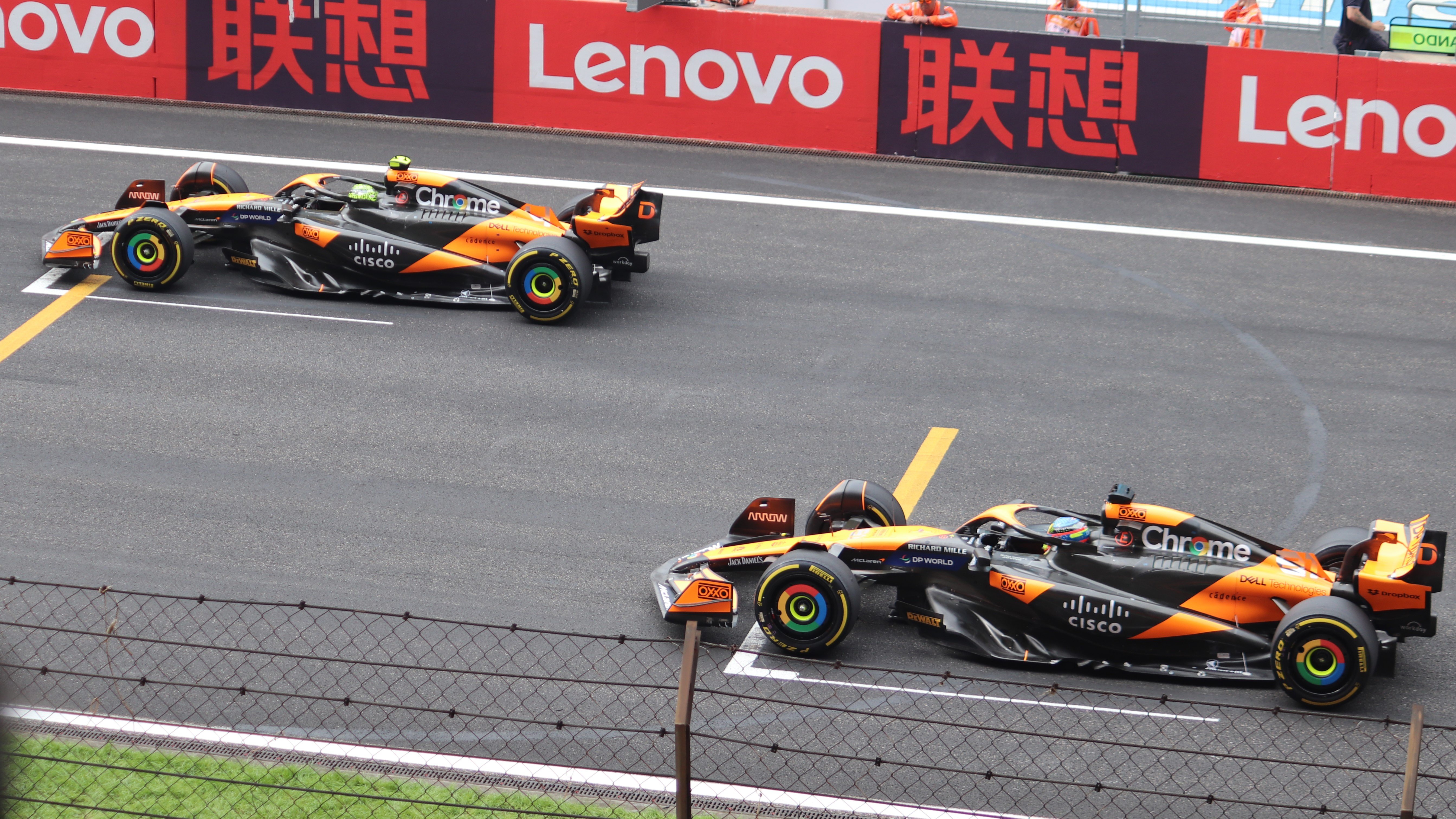
Lando Norris a Oscar Piastri na startovním roštu Velké Ceny Číny.

V kvalifikaci na první závod sezóny se oba jezdci probojovali až do poslední části a do závodu startovali vedle sebe ze 4. řady. McLaren v kvalifikaci dosáhl největšího meziročního zlepšením a to o necelé 2 sekundy. Podstatná část tohoto pokroku byla dosažena již během roku 2023 a nejedná se tedy pouze o zlepšení vozu před začátkem této sezóny. Pokud by Norris dokázal poskládat ideální kolo ze svých sektorů, mohl získat až 3. příčku. V samotném závodě, ve kterém dojeli do cíle všichni jezdci a nedošlo k žádnému většímu narušení jeho průběhu, získal Norris jednu příčku a dokončil závod na 6. místě. Piastri své 8. startovní místo udržel. Do druhého závodu startovali oba jezdci z 3. řady. Při výjezdu Safety Caru po nehodě Strolla povolal tým do boxů pouze Piastriho, který i díky tomu dokončil závod na 4. místě. Norris který, díky zastávkám v boxech ostatních jezdců, chvíli vedl závod naopak prodloužil svůj úvodní stint a v závěru závodu nasadil měkkou sadu pneumatik ve snaze probojovat se zpátky. Kvůli souboji s Hamiltonem však dokončil závod na 8. místě. Ziskem 16. bodů se McLaren posunul na 3. příčku v poháru konstruktérů.
V Austrálii získal tým své první pódium v sezóně, když Norris dokončil závod na 3. místě po startu ze stejné pozice. Piastri dokončil závod na 4. místě s odstupem 30 sekund za svým týmovým kolegou. K tomuto výsledku přispělo i odstoupení Verstappena, po kterém dokázaly McLaren překonat pouze vozy Ferrari.  V Japonsku získal Norris v kvalifikaci opět 3. příčku. Piastri do závodu startoval ze 6. místa. V závodě oba jezdci klesli o 2. příčky a dokončili na 5. a 8. místě. V rozstřelu před sprint závodem velké ceny Číny získal Norris pole position, ovšem po souboji s Hamiltonem v prvních zatáčkách vyjel z trati a propadl se až na 7. místo. Ve zbytku sprintu získal zpátky pouze jednu příčku a umístil se tak na 6. místě před Piastrim, který startoval z 8. pozice. Norris se následně omluvil za svou chybu, ale dodal že o vítězství by kvůli nízké závodní rychlosti stejně nedokázal bojovat. Tento názor potvrdil Piastri po povedené kvalifikaci, ve které se oba jezdci seřadili opět za sebou na 4. a 5. místě. Přes očekávání problematického závodu se oběma jezdcům dařilo, a i díky zastávce při Virtuálním Safety Caru získal Norris 2. místo. Piastriho vůz byl poškozen poté, co Lance Stroll těsně při zajetí Safety Caru nedobrzdil a narazil do vozu Ricciarda, který následně narazil do Piastriho. Ačkoliv byl Piastri schopen závod dokončit, kvůli narušenému vyvážení se propadl a dojel na 8. místě. Po závodu uvedl Norris, že byl překvapen dobrým tempem. Sám si navíc vsadil, že závod dokončí 35 s za vozy Ferrari, nicméně je rád že mu jeho odhad nevyšel.
I víkend v Miami byl "Sprintový". V rozstřelu se Piastri umístil na 6. příčce před Norrisem, který startoval až z 9. místa. Zatímco Piastriho sprint byl relativně klidný a dokončil na nezměněné pozici, Norrisovy snahy skončily již v první zatáčce po kolizi s Aston Martinem Lance Strolla. V kvalifikaci do hlavního závodu se oba McLareny seřadily za sebou na 5. a 6. místě, tentokrát s Norrisem na čele. V první zatáčce musel Norris přibrzdit, aby zabránil kolizi s Pérezovým Red Bullem a propadl se o příčku zatímco Piastri situace využil a dostal se na 3. místo. I díky zastávek v boxech ostatních jezdců se oba McLareny propracovaly na 1. a 3. místo. Z oranžových vozů zajel do boxů jako první Piastri díky své vedoucí pozici a vrátil se za Leclerca. Než stihl do boxů zajet Norris došlo ke kolizi mezi Sargeantem a Magnussenem. Norrisova zastávka tedy proběhla pod Safety Carem a ten se dokázal vrátit na prvním místě. Při restartu pozici uhájil a i díky problémům se zatáčením, se kterými se potýkal Verstappen, si dojel Norris pro své první vítězství. Piastriho bodové naděje skončily po kontaktu se Sainzem, který si vyžádal výměnu předního křídla.

### Evropská část

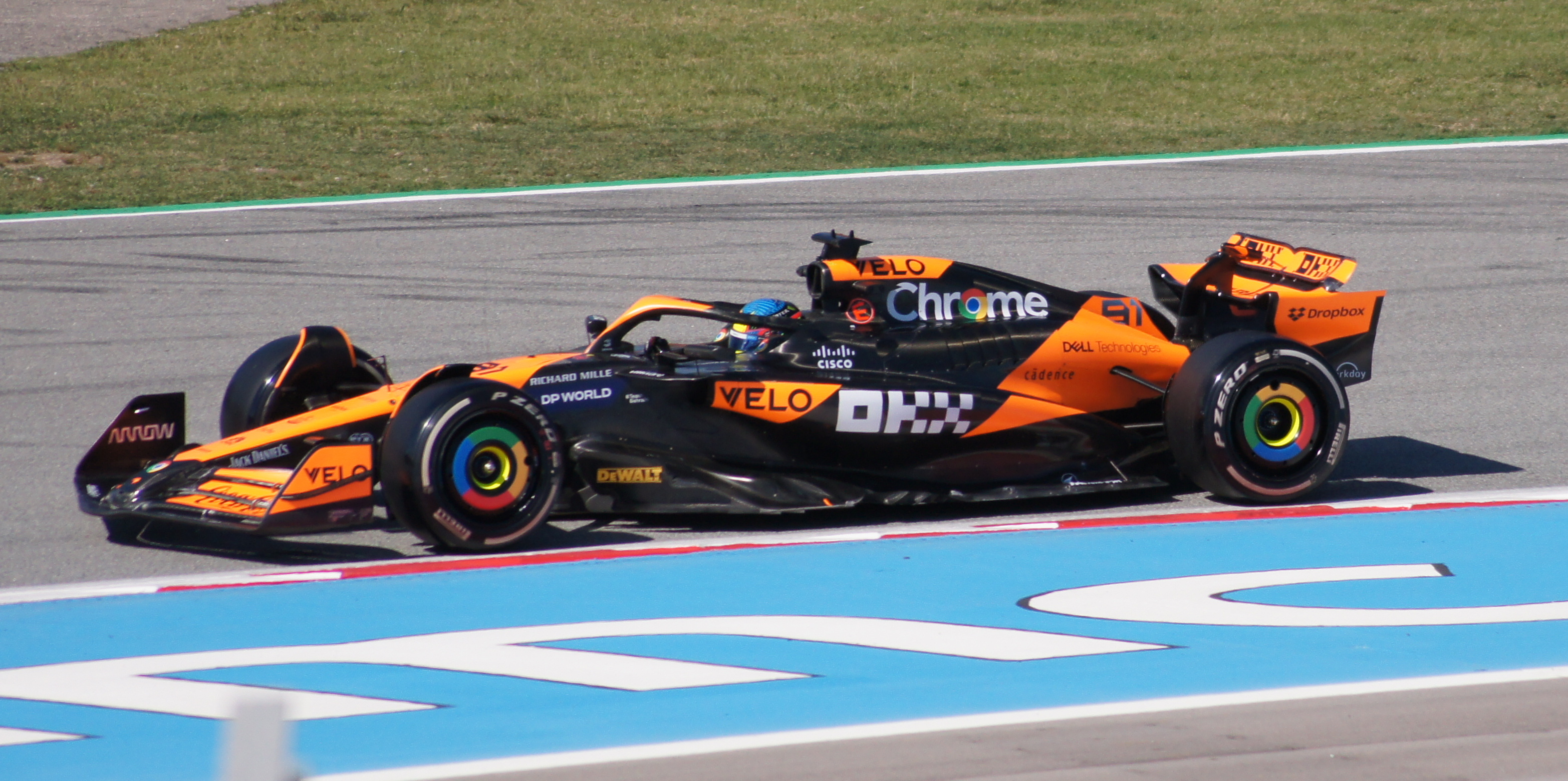
Oscar Piastri za volantem svého vozu během Španělského závodního víkendu.

V Imole Norris opět bojoval o vítězství, ale nakonec dojel těsně za vedoucím Verstappenem. Piastri sice v kvalifikaci překonal svého týmového kolegu, ale kvůli penalizaci startoval až z 5. místa. V závodě si o jednu příčku polepšil. Na 30. výročí úmrtí Ayrtona Senny v tragické Velké Ceně San Marina 1994 oznámil tým jednorázové zbarvení monopostů nazvané "McLaren SENNA" pro připomenutí úspěchů, kterých Senna dosáhnul. Piastri v kvalifikaci opět obsadil druhou příčku a tentokrát z ní i mohl odstartovat. Norrisův čas stačil pouze na 4. místo. V první části kvalifikace navíc přejel část uvolněné reklamy a musel zajet do boxů na opravu svého vozu. I přes několik nehod a červenou vlajku se oba jezdci vyvarovali problémů a dokončili závod na svých startovních příčkách. Do deštivé Velké Ceny Kanady vyrazili jezdci McLarenu z druhé řady. Norris dokončil závod na 2. místě za Verstappenem. Naopak Piastri nedokázal za sebou v závěru závodu udržet jezdce Mercedesu a dokončil na 5. místě. Před závodem ve Španělsku oznámil ředitel týmu Andrea Stella další zlepšení vozu. Tentokrát ovšem zmínil spíše drobné inkrementální zlepšení rozložené do několika závodů a nikoliv nasazení velkého balíku změn najednou. Norris dokázal vybojovat pole position, ale první místo udržel jen do první zatáčky a závod dokončil opět na stříbrném stupni za Verstappenem. Piastri v poslední části kvalifikace dvakrát chyboval a nepřipsal si tak ani jedno měřené kolo. Po startu z 9. místa se dokázal probojovat jen na 7. příčku.
Sprintový i hlavní závod v Rakousku byl naplněn vzájemnými souboji Norrise s Verstappenem. Ve Sprintu Norris dokázal krátce Verstappena překonat, ale následně nedokázal získané místo ubránit, ztratil 2 příčky a dojel nejen za Verstappenem, ale i za svým týmovým kolegou Piastrim. V hlavním závodu nejprve Norris na Verstappena ztrácel, ale v druhé části se dokázal přiblížit a svedl několik tvrdých soubojů. V posledním z nich došlo ke vzájemné kolizi a kvůli poškození vozu závod nedokončil, byť byl oficiálně klasifikován jako poslední. I díky tomuto souboji se Piastri probojoval až na 2. místo. V Silverstone startoval Norris z 3. a Piastri z 5. pozice. V proměnlivých podmínkách se oba jezdci dokázali probojovat na čelo závodu, ale tým nenačasoval správně zastávky v boxech. Norris a Piastri nakonec dokončili závod za sebou na 3. a 4. místě.
Na základě podnětu Red Bullu prošetřila FIA podezření na nedovolené využívání teplotních senzorů v kolech pro získání dodatečných informací o stavu pneumatik a brzd. Tyto senzory jsou na vozech povoleny, ale pouze během tréninků. Dle Red Bullu ovšem McLaren osadil tyto senzory proti pravidlům především v Miami, v Imole a v Barceloně. Prošetření v Rakousku a Velké Británii však pochybení neukázalo, přičemž otvory byly zakryty lepící páskou.
V Maďarsku obsadili oba jezdci přední řadu na roštu. Piastri na startu překonal Norrise a převzal vedení závodu. Norris se propadl o několik příček, ale dokázal se probojovat zpátky na 2. místo. Díky přednostní zastávce v boxech přeskočil svého týmového kolegu. Po několika výzvách týmu přes rádio a odmítnutích nakonec Norris zpomalil a pustil Piastriho zpátky do vedení, které již udržel a získal tak své první vítězství ve Formuli 1. Naposledy dosáhl McLaren na double ve Velké Ceně Itálie v roce 2021.

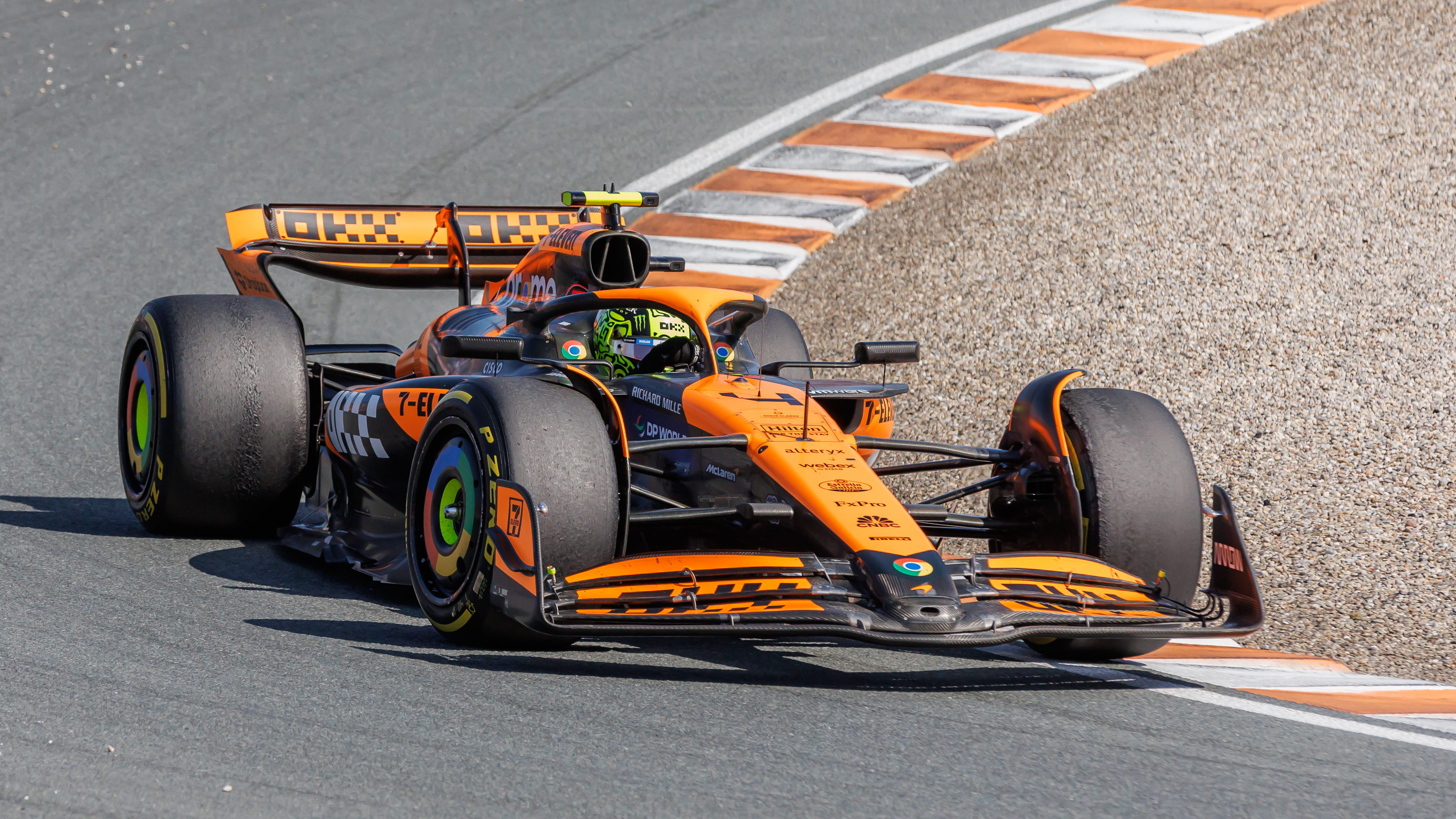
Lando Norris projíždí zatáčkou na okruhu Zandvoort.

Do závodu v Belgii vyrazili Norris a Piastri ze 4. a 5. místa. Norrisův start se nepodařil a po úvodním propadu se vypracoval na 6. místo. Piastri v závodě postupoval a ke konci stahoval oba Mercedesy, ale nedokázal je překonat a závod dokončil v těsném závěsu na 3. pozici. Po diskvalifikaci Russela se oba jezdci posunuli o příčku výše. V Nizozemsku se Norris a Piastri seřadili na startovním roštu za sebou na 1. a 3. místě. Oba na startu ztratili jednu pozici. Zatímco Norrisovi se podařilo v 18. kole předjet Verstappena a vyhrát závod, Piastriho strategie nebyla optimální a závod dokončil na 4. místě. Do Velké Ceny Itálie vystartovali oba McLareny z první řady. Po povedeném startu zaútočil ještě v prvním kole Piastri na svého týmového kolegu a dostal se do vedení závodu. Norris vzápětí ztratil další příčku. I přes velmi dobré závodní tempo nakonec vítězství získal Leclerc a to díky odvážné jednozastávkové strategii. Piastri dokončil závod na 2 místě následovaný Norrisem.

### Závěr sezóny
V Baku startoval Piastri ze 2. místa, v závodě dokázal překonat Leclerca a získal své druhé vítězství v této sezoně. Norris v kvalifikaci vypadl už v první části, protože během svého druhého pokusu na použitých pneumatikách musel projet okolo pomalého vozu Estebana Ocona. V závodě se probojoval na 6. místo a následně se posunul dopředu o další 2. pozice díky vzájemné kolizi Peréze a Sainze. V Singapuru Norris získal pole position a závod vyhrál s náskokem přesahujícím 20 sekund. Během na první pohled dominantního výsledku dvakrát ťuknul do bariéry, ale pokaždé se vyhnul výraznějšímu poškození svého vozu. Piastri se z 5. startovního místa vypracoval na poslední pódiové umístění. Do dalšího sprintového víkendu, který se konal v Americe, vyrazil Norris ze 4. příčky a po vydařeném startu se posunul na druhé místo. V druhé polovině sprintového závodu byl pod tlakem obou vozů Ferrari, přičemž Sainz dokázal využít Norrisovy chyby a ten se tak propadl na 3. místo. Piastri startoval z 16. místa, protože mu byl v první části rozstřelu smazán čas pro porušení traťových limitů a na bodované příčky se nedokázal probojovat. Do hlavního závodu vyrazil Norris z prvního místa a hned v první zatáčce se opět dostal do souboje s Verstappenem, při kterém ztratil několik pozic. Ke konci závodu Norris opět bojoval s Verstappenem o poslední pódiové místo. Nakonec jej překonal, ale manévr provedl mimo trať a po započítání 5 sekundové penalizace se v hodnocení propadl opět za Verstappena. Piastri dokončil závod za ním na 5. místě, na kterém i startoval. V Mexiku se Norris vrátil na podiové umístění získáním 2. místa po startu ze 3. příčky. V úvodních částech závodu opět bojoval s Verstappenem a opět došlo k několika manévrům mimo trať. Tentokrát ovšem komisaři vyhodnotili jako viníka Verstappena, který dostal hned dva 10 sekundové tresty. Piastri po nepovedené kvalifikaci postoupil až na 8. místo.
Sprintový víkend v São Paulu zahájil McLaren obsazením přední řady v rozstřelu. V samotném závodu oba jezdci udrželi své pozice, dokud ve 22 kole Piastri nepustil Norrise před sebe. V tomto pořadí oba jezdci dokončili závod i přes následující vyhlášení VSC a restart v posledním kole. V kvalifikaci do hlavního závodu Norris získal pole position, zatímco Piastriho čas stačil pouze na 8. místo. Během celého hlavního závodu nad okruhem proměnlivě pršelo. V náročných podmínkách došlo k několika nehodám, výjezdům safety caru a také k zastavení závodu červenými vlajkami. Norris zastavil v boxech těsně před přerušením závodu a přišel tak o několik pozic. Po restartu závodu chyboval během souboje s Russelem a i když se vyhnul nehodě, propadl se až za svého týmového kolegu. McLaren po druhé za jeden víkend sáhnul k týmové režii a přikázal Piastrimu pustit Norrise před sebe, aby mohl znovu stíhat Russela. To se mu již nepovedlo a závod dokončil na 6. místě. Piastri dokončil závod za Norrisem, ale kvůli penalizaci ztratil pozici vůči Cunodovi. Verstappen, který startoval až ze 17. místa kvůli penalizaci za výměnu motoru, závod vyhrál a tím i prakticky ukončil Norrisovy šance na mistrovský titul. Norris po závodě kritizoval pravidlo umožňující výměnu pneumatik během červených vlajek a dále prohlásil, že Verstappenovo vítězství nebylo dáno talentem, ale štěstím.
V Las Vegas se Norris a Piastri umístili pouze 6. a 7. místě. V Katarském sprintu startoval Piastri ze 3. místa a dokázal se dostat na 2. místo za Norrise. Během závodu svedl několikrát tvrdý souboj s Russelem, ale nakonec uhájil 2. místo až k cílové rovince, na které mu Norris předal 1. místo. Na startu hlavního závodu obsadily Papájové vozy 2. řadu. Norris v závodu nezpomalil během žlutých vlajek a dostal penalizaci 10 sekund stop and go. Musel tedy zajet z 2. místa do boxů a zastavit tam na 10 sekund, což ho odsunulo až na poslední bodovanou pozici. Piastri závod dokončil na 3. místě.
V závěrečné kvalifikaci sezóny na okruhu Yas Marina obsadil McLaren první řadu. Po povedeném startu udržel Norris vedení závodu až do jeho konce. Piastri ovšem o své 2. místo přišel hned v první zatáčce poté, co do něj narazil Verstappen a propadl se až na samý chvost. Během návratu na bodované pozice narazil do Williamsu Franca Colapinta. Sice nepoškodil svůj vůz, ale obdržel 10 sekundovou penalizaci. I přes to se dokázal vybojovat aspoň na poslední bodovanou příčku. Ziskem 26. bodů v posledním závodě získal McLaren mistrovský titul po 26. letech čekání. Hned po závodě vyzdvihnul ředitel týmu Zak Brown výkon Norrise na závodní trati i týmu při zastávkách v boxech. Také jasně ukázal ambice týmu, když zmínil, že příště tým zkusí zopakovat konstruktérský a získat i jezdecký titul.

### Zhodnocení sezony
V sezoně 2024 McLaren získal více než dvojnásobek bodů oproti loňsku a posunul se z 4. místa v poháru konstruktérů na mistrovské 1. místo. Tým dokázal bodovat v každém závodě a jeho jezdci stanuli na pódiu, ať už sprintovém či "velkém", celkem 28. krát. Počínaje Čínou a konče Singapurem stál na každém pódiu aspoň jeden závodník McLarenu. Norris odstoupil pouze dvakrát. Poprvé ve sprintu v Miami, což se ovšem do statistiky "velkých" závodů nepočítá, a podruhé v hlavním závodě v Rakousku, kdy ale byl klasifikován díky ujetí dostatečné vzdálenosti. Piastri dokázal dokončit všechny závody, do kterých nastoupil a nikdy nebyl předjet o kolo. Byl tedy jediným jezdcem, který v této sezoně odjel každé závodní kolo. McLaren se tak stal prvním týmem v historii Formule 1, který za celou sezonu nezaznamenal ani jedno odstoupení ze závodu (DNF). Šéf týmu Andrea Stella přisoudil tento úspěch investicím do lidí i zázemí týmu, změnám organizace a firemní kultuře. Také ocenil jezdeckou dvojici, která dokázala využít potenciál monopostu. Dosažená spolehlivost mu připomněla jeho dřívější zkušenosti z Ferrari, kdy "spolehlivost byla jako náboženství a standardy byly velmi vysoké". Technický ředitel Neil Houldey v dalším rozhovoru uvedl, že při kauze "mini-DRS" systému pocítil McLaren hrdost z toho, že se ostatní týmy zajímaly o jeho technické řešení. 

## Umístění v sezóně 2024
| Legenda k tabulce | Legenda k tabulce                                                                       |
| Barva             | Výsledek                                                                                |
| ----------------- | --------------------------------------------------------------------------------------- |
| Zlatá             | Vítěz                                                                                   |
| Stříbrná          | 2. místo                                                                                |
| Bronzová          | 3. místo                                                                                |
| Zelená            | Bodované umístění                                                                       |
| Modrá             | Nebodované umístění                                                                     |
| Modrá             | Dokončil neklasifikován (NC)                                                            |
| Fialová           | Odstoupil (Ret)                                                                         |
| Červená           | Nekvalifikoval se (DNQ)                                                                 |
| Červená           | Nepředkvalifikoval se (DNPQ)                                                            |
| Černá             | Diskvalifikován (DSQ)                                                                   |
| Bílá              | Nestartoval (DNS)                                                                       |
| Bílá              | Závod zrušen (C)                                                                        |
| Světle modrá      | Pouze trénoval (PO)                                                                     |
| Světle modrá      | Páteční testovací jezdec (TD)                                                           |
| Bez barvy         | Netrénoval (DNP)                                                                        |
| Bez barvy         | Vyřazen (EX)                                                                            |
| Bez barvy         | Nepřijel (DNA)                                                                          |
| Bez barvy         | Odvolal účast (WD)                                                                      |
| Bez barvy         | Nezúčastnil se (prázdné)                                                                |
| Označení          | Význam                                                                                  |
| Tučnost           | Pole position                                                                           |
| Kurzíva           | Nejrychlejší kolo                                                                       |
| †                 | Jezdec nedojel do cíle, ale byl klasifikován, protože odjel více než 90 % délky závodu. |
| ‡                 | Byl udělován poloviční počet bodů, protože bylo odjeto méně než 75 % délky závodu.      |
| Horní index       | Umístění bodujících jezdců ve sprintu                                                   |

| Rok  | Šasi          | Motor                                      | Pneu | No. | Jezdci        | 1   | 2   | 3   | 4   | 5   | 6   | 7   | 8   | 9   | 10  | 11   | 12  | 13  | 14  | 15  | 16  | 17  | 18  | 19  | 20  | 21  | 22  | 23  | 24  | Body | Umístění |
| ---- | ------------- | ------------------------------------------ | ---- | --- | ------------- | --- | --- | --- | --- | --- | --- | --- | --- | --- | --- | ---- | --- | --- | --- | --- | --- | --- | --- | --- | --- | --- | --- | --- | --- | ---- | -------- |
| 2024 | McLaren MCL38 | Mercedes-AMG F1 M15 E Performance 1.6 V6 t | P    |     |               | BHR | SAU | AUS | JPN | CHN | MIA | EMI | MON | CAN | ESP | AUT  | GBR | HUN | BEL | NLD | ITA | AZE | SGP | USA | MXC | SAP | LVG | QAT | ABU | 666  | 1.       |
| 2024 | McLaren MCL38 | Mercedes-AMG F1 M15 E Performance 1.6 V6 t | P    | 4   | Lando Norris  | 6   | 8   | 3   | 5   | 26  | 1   | 2   | 4   | 2   | 2   | 20†3 | 3   | 2   | 5   | 1   | 3   | 4   | 1   | 43  | 2   | 61  | 6   | 102 | 1   | 666  | 1.       |
| 2024 | McLaren MCL38 | Mercedes-AMG F1 M15 E Performance 1.6 V6 t | P    | 81  | Oscar Piastri | 8   | 4   | 4   | 8   | 87  | 136 | 4   | 2   | 5   | 7   | 2    | 4   | 1   | 2   | 4   | 2   | 1   | 3   | 5   | 8   | 82  | 7   | 31  | 10  | 666  | 1.       |